# Древен и първи устав Мемфис-Мицраим
Древният и първи устав Мемфис-Мицраим (абревиатура — ДИУММ, на френски: Rite ancien et primitif de Memphis et Misraïm; на английски: Ancient and Primitive Rite of Memphis-Misraïm) е направление в масонството още от ХVIII век, което се реорганизира под под влиянието на Гарибалди през 1881 г.  То има най-голямата система от масонски степени в историята на масонството. 